# Barr, Bas-Rhin

Barr este o comună în departamentul Bas-Rhin, Franța. În 1 ianuarie 2022 avea o populație de 7.086 de locuitori.

## Personalități născute aici
- Johann Hermann (1738 - 1800), medic, naturalist francez.